# باول شوستر تايلور
باول شوستر تايلور (بالإنجليزية: Paul Schuster Taylor)‏ هو اقتصادي أمريكي، ولد في 9 يونيو 1895 في سيوكس سيتي في الولايات المتحدة، وتوفي في 13 مارس 1984 في سان فرانسيسكو في الولايات المتحدة.